# Call of the Wild (Deep Purple)
Call of the Wild è un singolo dei Deep Purple pubblicato nel 1987.

## Tracce
Edizione UK
Lato A
1. Call of the Wild – 4:40 (Ritchie Blackmore, Ian Gillan, Roger Glover, Jon Lord)

Lato B 
1. Strangeways – 5:30 (Ritchie Blackmore, Ian Gillan, Roger Glover)

Edizione USA
Lato A
1. Call of the Wild (Ritchie Blackmore, Ian Gillan, Roger Glover, Jon Lord)

Lato B 
1. Dead or Alive – 4:44 (Ritchie Blackmore, Ian Gillan, Roger Glover)